# Jelena Anatoljewna Oleinikowa
Jelena Anatoljewna Oleinikowa (russisch Елена Анатольевна Олейникова, engl. Transkription Yelena Oleynikova; * 9. Dezember 1976 in Sernograd) ist eine ehemalige russische Dreispringerin.
2001 schied sie bei den Leichtathletik-Weltmeisterschaften in Edmonton in der Qualifikation aus und gewann die Bronzemedaille bei der Universiade. 
Ebenfalls Bronze gab es für sie im Jahr darauf bei den Halleneuropameisterschaften in Wien und bei den Europameisterschaften in München.
Bei den Weltmeisterschaften 2003 in Paris/Saint-Denis kam sie auf den 14. Platz.
2002 wurde sie im Freien und 2004 in der Halle russische Meisterin.

## Persönliche Bestleistungen
- Dreisprung: 14,83 m, 17. Juni 2002, Prag
  - Halle: 14,60 m, 7. Januar 2002, Moskau